# (216242) 2006 VK14
(216242) 2006 VK14 (2006 VK14, 2001 QZ270, 2006 UT8) — астероїд головного поясу, відкритий 15 листопада 2006 року.
Тіссеранів параметр щодо Юпітера — 3,400.